# Ferrovia Buenos Aires-Miramar
La ferrovia Buenos Aires-Miramar (Ramal Constitución-Mar del Plata-Miramar in spagnolo) è una linea ferroviaria argentina che unisce la capitale Buenos Aires con la cittadina di Miramar, nella provincia di Buenos Aires. Forma parte della rete ferroviaria General Roca.

## Traffico
Il tratto compreso stazione di Constitución di Buenos Aires e quella di Chascomús forma parte della linea suburbana Roca è gestito dalla compagnia statale Trenes Argentinos Operaciones.
Il servizio passeggeri a lunga distanza, che si effettua solamente tra Constitución e Mar del Plata, è anch'esso gestito da Trenes Argentinos Operaciones.